# Wolni i Równi
Wolni i Równi (it. Liberi e Uguali, LeU) – włoski lewicowy ruch polityczny, utworzony 3 grudnia 2017 roku przez Artykuł 1 – Ruch Demokratyczny i Postępowy, Włoską Lewicę i Possibile.
Liderem sojuszu jest Pietro Grasso, przewodniczący Senatu i były prokurator ds. mafii.

## Historia

### Droga do nowego sojuszu
Wkrótce po założeniu partii Artykuł 1 – Ruch Demokratyczny i Postępowy (MDP), Roberto Speranza (koordynator MDP), Nicola Fratoianni (sekretarz SI) i Giuseppe Civati (sekretarz P) omówili możliwość utworzenia lewicowej koalicji, alternatywy dla centrolewicy kierowanej przez Partię Demokratyczną (PD), koalicji centroprawicowej i Ruchu Pięciu Gwiazd.
3 grudnia 2017 podczas konwencji w Rzymie, sojusz MDP-SI-P oficjalnie przekształcił się w ruch polityczny Wolni i Równi (LeU), a Pietro Grasso, przewodniczący Senatu i były prokurator ds. mafii, został mianowany liderem i kandydatem na premiera w wyborach powszechnych w 2018 roku. Kilka tygodni później również Laura Boldrini, przewodnicząca Izby Deputowanych (która została wybrana jako niezależna z listy SEL w 2013), dołączyła do LeU

### 2018 wybory powszechne
Lista LeU uzyskała ok. 3,4% głosów w wyborach, znacznie poniżej oczekiwań i sondaży opinii publicznej, wprowadzając do obu izb włoskiego parlamentu 14 posłów i 4 senatorów.

## Skład

### Członkowie założyciele
| Partia | Partia                                           | Ideologia               | Przewodniczący    |
| ------ | ------------------------------------------------ | ----------------------- | ----------------- |
|        | Artykuł 1 – Ruch Demokratyczny i Postępowy (MDP) | socjaldemokracja        | Roberto Speranza  |
|        | Włoska Lewica (SI)                               | socjalizm demokratyczny | Nicola Fratoianni |
|        | Possible (P)                                     | progresywizm            | Giuseppe Civati   |

### Inni członkowie
| Partia | Partia                                 | Ideologia               | Przewodniczący             |
| ------ | -------------------------------------- | ----------------------- | -------------------------- |
|        | Zieloni Południowego Tyrolu (V-G-V)    | zielona polityka        | Hans Heiss, Brigitte Foppa |
|        | Sycylijska Partia Socjalistyczna (PSS) | socjalizm demokratyczny | Antonio Matasso            |

## Poparcie w wyborach
Wybory parlamentarne
| Wybory | Przewodniczący | Izba Deputowanych | Izba Deputowanych | Izba Deputowanych | Izba Deputowanych | Senat    | Senat    | Senat   | Senat |
| Wybory | Przewodniczący | Rezultat          | Rezultat          | Mandaty           | +/−               | Rezultat | Rezultat | Mandaty | +/−   |
| Wybory | Przewodniczący | Głosy             | %                 | Mandaty           | +/−               | Głosy    | %        | Mandaty | +/−   |
| ------ | -------------- | ----------------- | ----------------- | ----------------- | ----------------- | -------- | -------- | ------- | ----- |
| 2018   | Pietro Grasso  | 1,114,799         | 3.39              | 14/630            | Nowa              | 991,159  | 3.28     | 4/315   | Nowa  |

## Parlamentarzyści LeU

### Izba Deputowanych XVIII kadencji
- Laura Boldrini
- Pier Luigi Bersani
- Roberto Speranza
- Federico Fornaro
- Nico Stumpo
- Guglielmo Epifani
- Michela Rostan
- Nicola Fratoianni
- Stefano Fassina
- Erasmo Palazzotto
- Luca Pastorino
- Rossella Muroni
- Giuseppina Occhionero
- Federico Conte

### Senat XVIII kadencji
- Pietro Grasso
- Vasco Errani
- Francesco Laforgia
- Loredana De Petris

### Parlament EuropejskiVIII kadencji
Grupy: Postępowy Sojusz Socjalistów i Demokratów w Parlamencie Europejskim i Zjednoczona Lewica Europejska – Nordycka Zielona Lewica
- Sergio Cofferati
- Pier Antonio Panzeri
- Massimo Paolucci
- Elly Schlein
- Flavio Zanonato
- Curzio Maltese